# Oblast Wladimir
Koordinaten: 56° 0′ N, 40° 36′ O
Die Oblast Wladimir (russisch Владимирская область/Wladimirskaja oblast) ist eine Oblast in der Region Zentralrussland nordöstlich von Moskau.
Die Oblast liegt günstig entlang der Eisenbahn- und Straßenverbindung von Moskau Richtung Osten (Nischni Nowgorod). Die größten Flüsse sind die Oka und die Kljasma.
Die Oblast grenzt im Norden an die Oblast Iwanowo, im Osten an die Oblast Nischni Nowgorod, im Süden an die Oblast Rjasan, im Westen an die Oblast Moskau und im Nordwesten an die Oblast Jaroslawl.

## Geschichte
Das Gebiet wurde ursprünglich durch Wolga-Finnen besiedelt. Schon früh im Mittelalter wanderten allerdings Slawen in die Region ein. Sie stellten bald die Bevölkerungsmehrheit. Das Großfürstentum Wladimir entstand 1157, als Fürst Andrei Bogoljubski seinen Sitz von Kiew hierher verlegte. Der Mongolensturm 1238 hinterließ in der Region schwerste Verwüstungen. 1362 kam sie unter Oberhoheit des Großfürstentums Moskau.
Von 1708 bis 1780 – ab 1721 im Kaiserreich – gehörte das Gebiet um Wladimir als Provinz Wladimir zum Gouvernement Moskau. 1780 wurde es als Statthalterschaft Wladimir ausgegliedert, die bis 1796 existierte. Das danach gebildete Gouvernement Wladimir bestand noch bis 1929 im Rahmen der RSFSR der Sowjetunion. Die Oblast Wladimir wurde am 14. August 1944 aus Bestandteilen der drei Oblaste Iwanowo, Gorki und Moskau gebildet.

## Bevölkerung
Bei den letzten russischen Volkszählungen in den Jahren 2010 und 2021 gab es eine Bevölkerungszahl von 1.443.693 respektive 1.348.134 Bewohnern. Somit sank die Einwohnerzahl in diesen elf Jahren um 95.559 Personen (−6,61 %). In Städten wohnten 2021 1.045.886 Menschen. Dies entspricht 77,58 % der Bevölkerung. Die Verteilung der verschiedenen Volksgruppen sah folgendermaßen aus:
| Nationalität    | VZ 1989   | Prozent | VZ 2002   | Prozent | VZ 2010   | Prozent | VZ 2021   | Prozent |
| --------------- | --------- | ------- | --------- | ------- | --------- | ------- | --------- | ------- |
| Russen          | 1.578.821 | 95,76   | 1.443.857 | 94,74   | 1.288.716 | 89,27   | 1.201.693 | 89,13   |
| Ukrainer        | 21.844    | 1,32    | 16.755    | 1,10    | 12.541    | 0,87    | 4.461     | 0,33    |
| Armenier        | 1.195     | 0,07    | 4.999     | 0,33    | 6.247     | 0,43    | 4.433     | 0,32    |
| Tataren         | 9.214     | 0,56    | 8.670     | 0,57    | 7.332     | 0,51    | 3.569     | 0,26    |
| Usbeken         | 1.130     | 0,07    | 798       | 0,05    | 3.285     | 0,23    | 3.170     | 0,23    |
| Zigane          | 2.233     | 0,14    | 2.261     | 0,15    | 2.751     | 0,19    | 2.197     | 0,16    |
| Aserbaidschaner | 1.910     | 0,12    | 3.090     | 0,20    | 3.099     | 0,21    | 1.929     | 0,14    |
| Belarussen      | 7.270     | 0,44    | 5.682     | 0,37    | 3.890     | 0,27    | 1.328     | 0,09    |
| Moldauer        | 2.384     | 0,14    | 2.079     | 0,14    | 2.297     | 0,16    | 901       | 0,06    |
| Mordwinen       | 5.142     | 0,31    | 3.570     | 0,23    | 2.570     | 0,18    | 759       | 0,05    |
| Tschuwaschen    | 3.052     | 0,19    | 2.334     | 0,15    | 1.758     | 0,12    | 648       | 0,04    |
| Einwohner       | 1.648.761 | 100,00  | 1.523.990 | 100,00  | 1.443.693 | 100,00  | 1.348.134 | 100,00  |

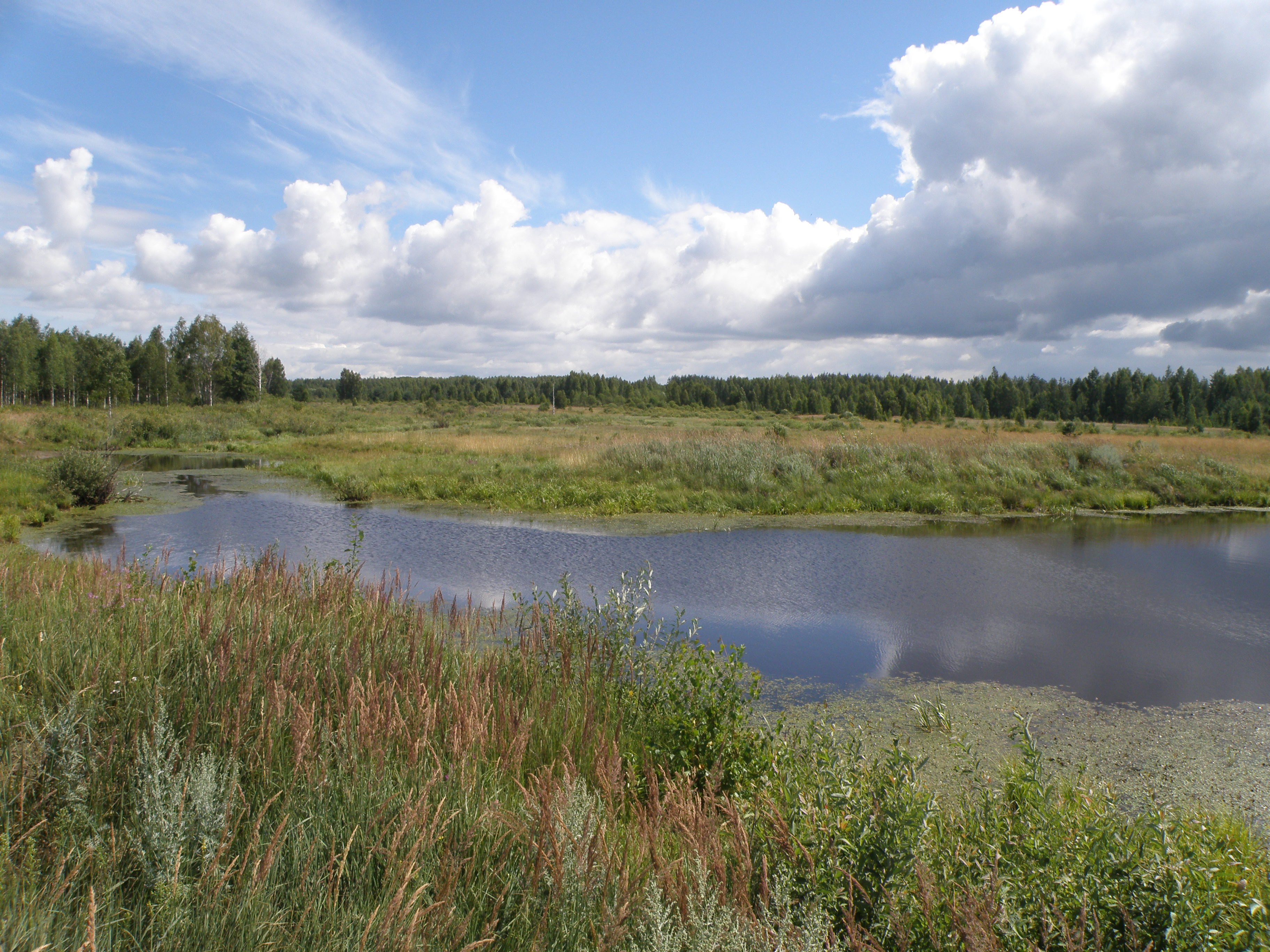
Rewuchatal in der Nähe von Palischtschi

Anmerkung: die Anteile beziehen sich auf Gesamtzahl der Einwohner. Also mitsamt dem Personenkreis, der keine Angaben zu seiner ethnischen Zugehörigkeit gemacht hat (2002 16.635 Personen, 2010 95.410 Personen und 2021 93.175 Personen)
Die Ergebnisse des letzten Zensus 2021 sind umstritten, nach Umfragen des Lewada-Zentrums hat fast die Hälfte der Bewohner Russlands nicht an der Befragung teilgenommen, obwohl Rosstat eine Beteiligung von 99 % vermeldete. Es ist davon auszugehen, dass die immer größer werdende Gruppe derer, die keine Angaben zur ethnischen Zugehörigkeit gemacht hat, ethnisch etwa gleich zusammengesetzt ist wie die Gruppe derer, die Angaben gemacht haben. Die Bevölkerung des Gebiets besteht zu über 89 % aus Russen. Weitere seit der Frühzeit der Sowjetunion dort siedelnden größere Volksgruppen sind die Ukrainer, Juden (1959: 2173; 2021: 250 Personen), Tataren und Weißrussen. Deren Zahlen sinken allerdings stark. Aus dem Nordkaukasus, Transkaukasus und Zentralasien dagegen sind seit dem Ende des Zweiten Weltkriegs Tausende Menschen zugewandert. Nebst den oben aufgeführten Nationalitäten auch viele Tadschiken (1989: 272; 2021: 4.081 Personen) und Georgier (1959: 224; 2010: 927, 2021: 506).

## Verwaltungsgliederung und Städte
Die Oblast Wladimir gliedert sich in 16 Rajons und 5 Stadtkreise, darunter die „Geschlossene Stadt“ Raduschny.
Die bedeutendsten Städte sind neben dem Verwaltungszentrum der Oblast, Wladimir, die Großstädte Kowrow und Murom, außerdem Gus-Chrustalny und Alexandrow sowie das Touristenzentrum Susdal. Insgesamt gibt es in der Oblast 23 Städte und 9 Siedlungen städtischen Typs.

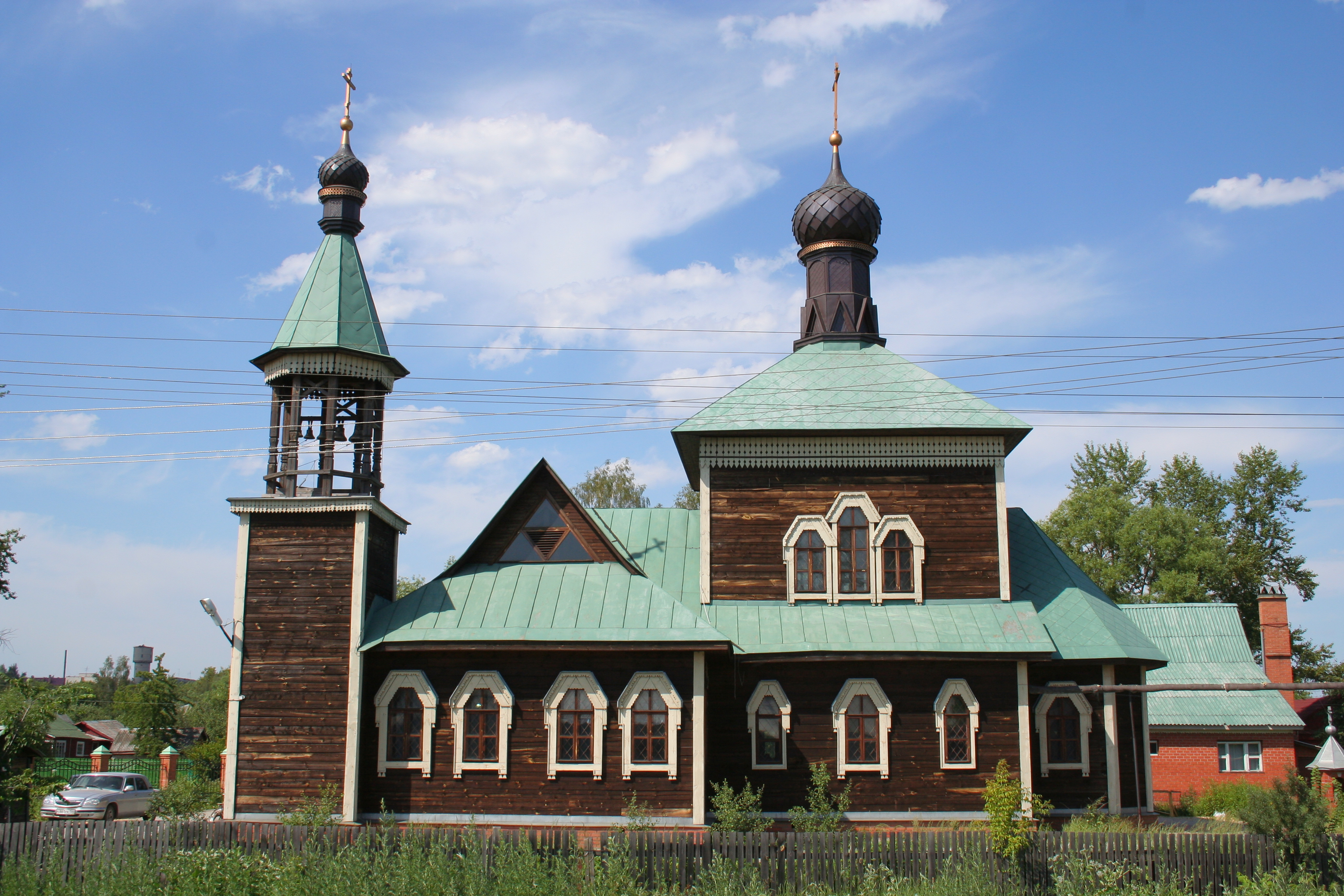
Kirche des Bischofs Athanasius von Kowrow in Petuschki

| Name           | Russisch         | Rajon        | Einwohner (14. Oktober 2010) |
| -------------- | ---------------- | ------------ | ---------------------------- |
| Wladimir       | Владимир         | Stadtkreis   | 345.373                      |
| Kowrow         | Ковров           | Stadtkreis   | 145.214                      |
| Murom          | Муром            | Stadtkreis   | 116.075                      |
| Alexandrow     | Александров      | Alexandrow   | 61.551                       |
| Gus-Chrustalny | Гусь-Хрустальный | Stadtkreis   | 60.784                       |
| Koltschugino   | Кольчугино       | Koltschugino | 45.776                       |
| Wjasniki       | Вязники          | Wjasniki     | 41.248                       |

## Wirtschaft
Im 19. Jahrhundert setzten Flachsanbau und -verarbeitung als prägende Wirtschaftszweige ein. Die wichtigsten Industriezweige heute sind die Schwerindustrie, Metallverarbeitung, die Glas- und die Lebensmittelindustrie.

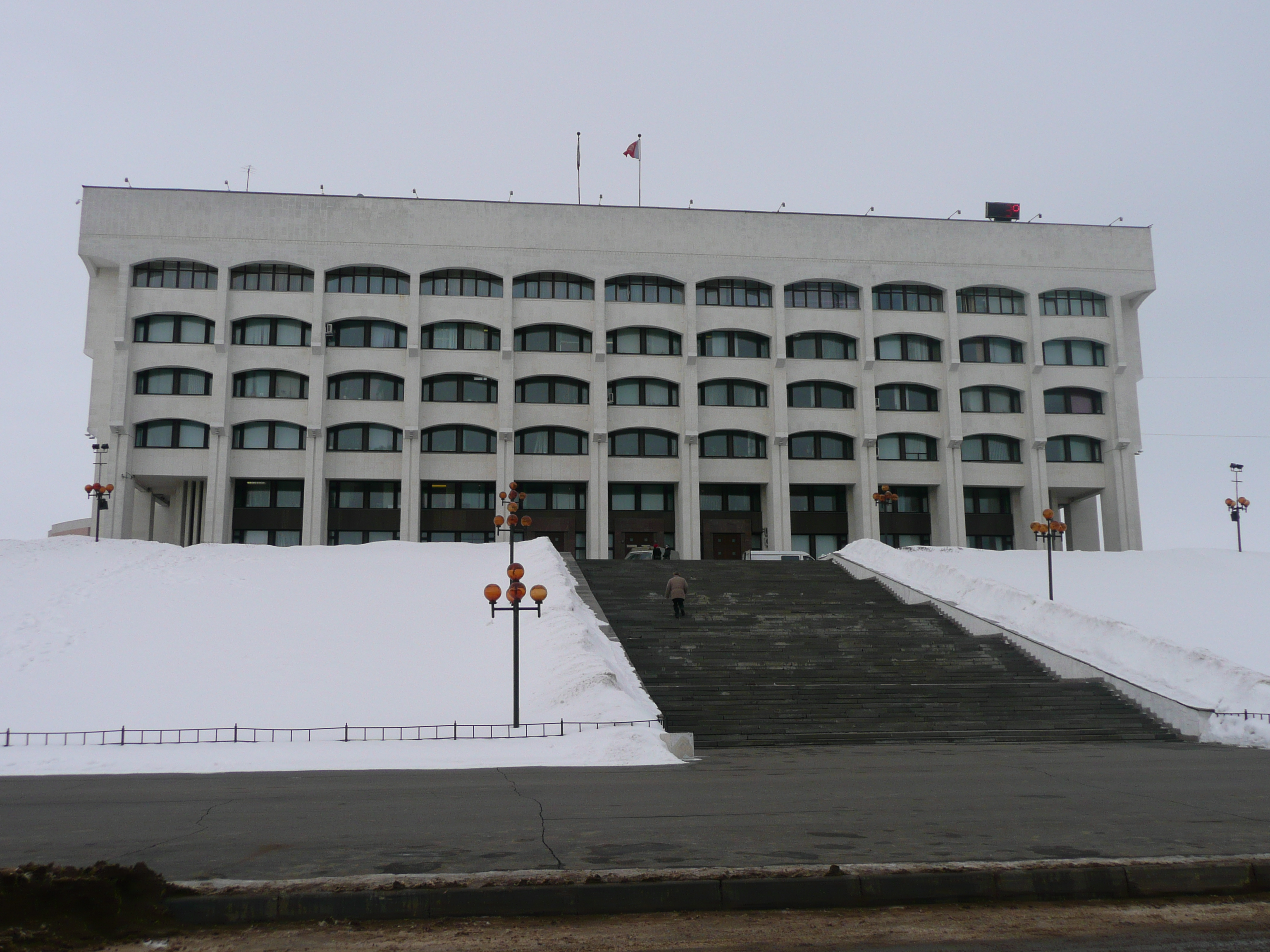
Das „Weiße Haus“ – Sitz der Gebietsverwaltung
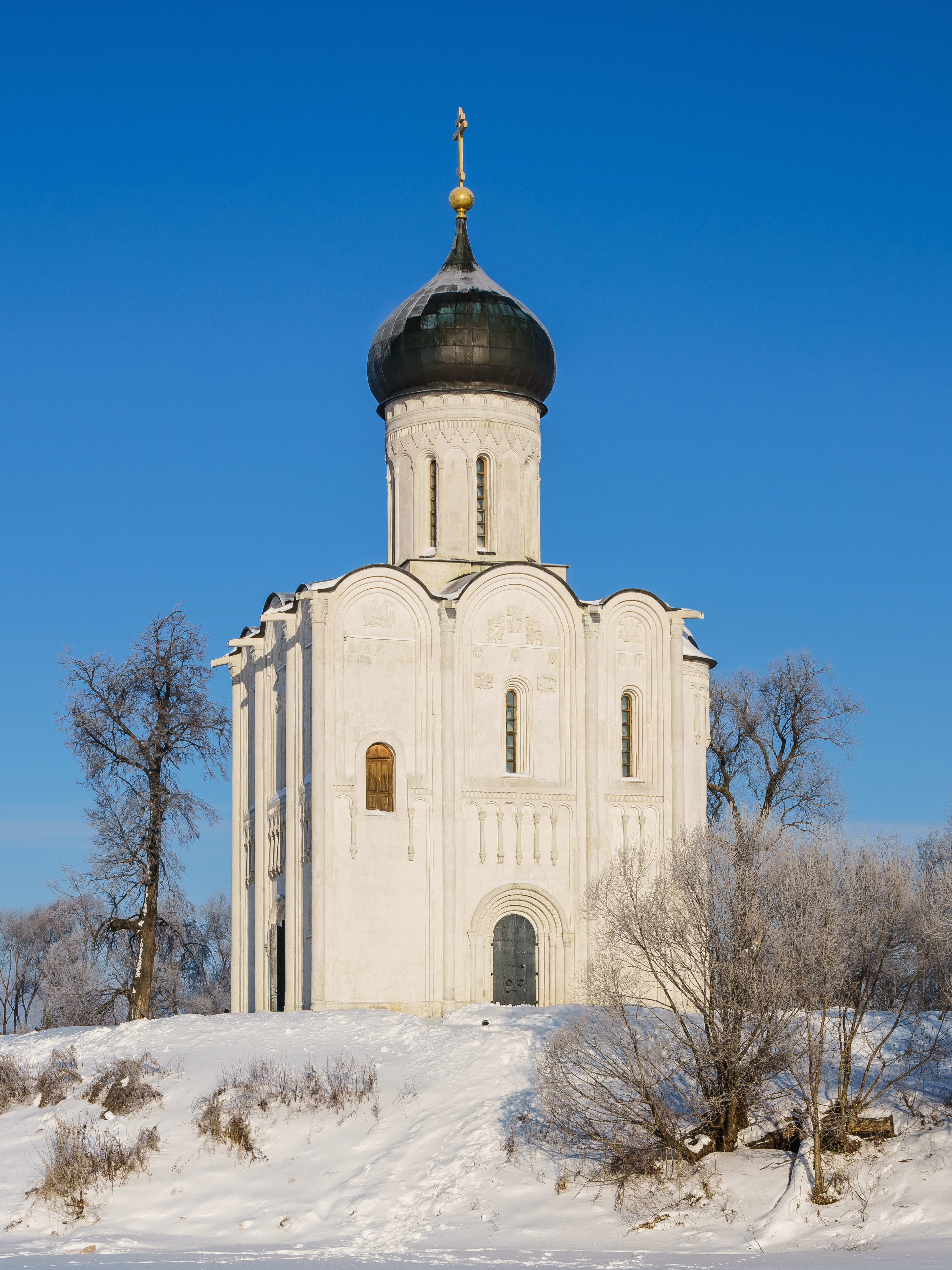
Mariä-Schutz-und-Fürbitte-Kirche an der Nerl
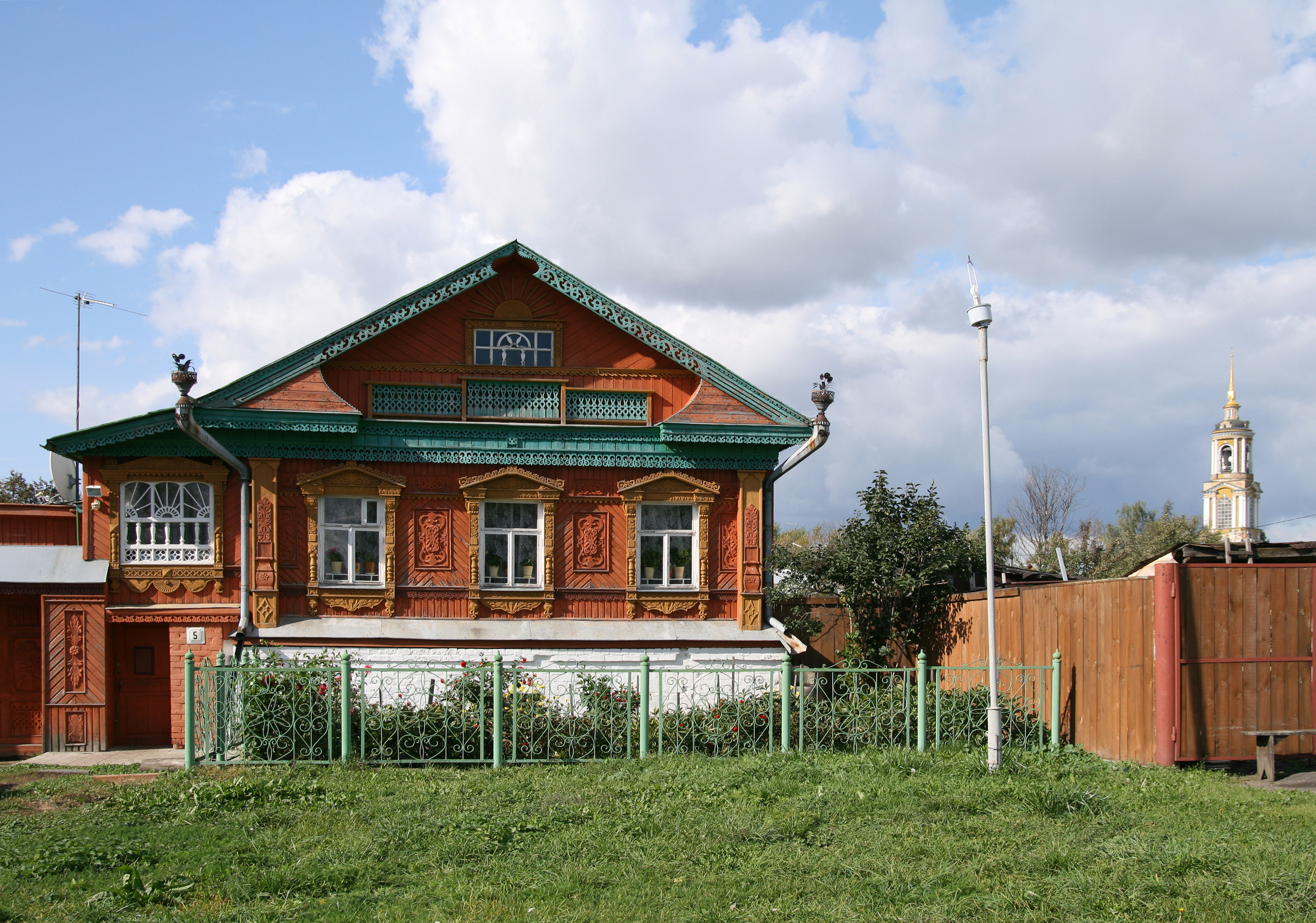
Holzhaus in Susdal
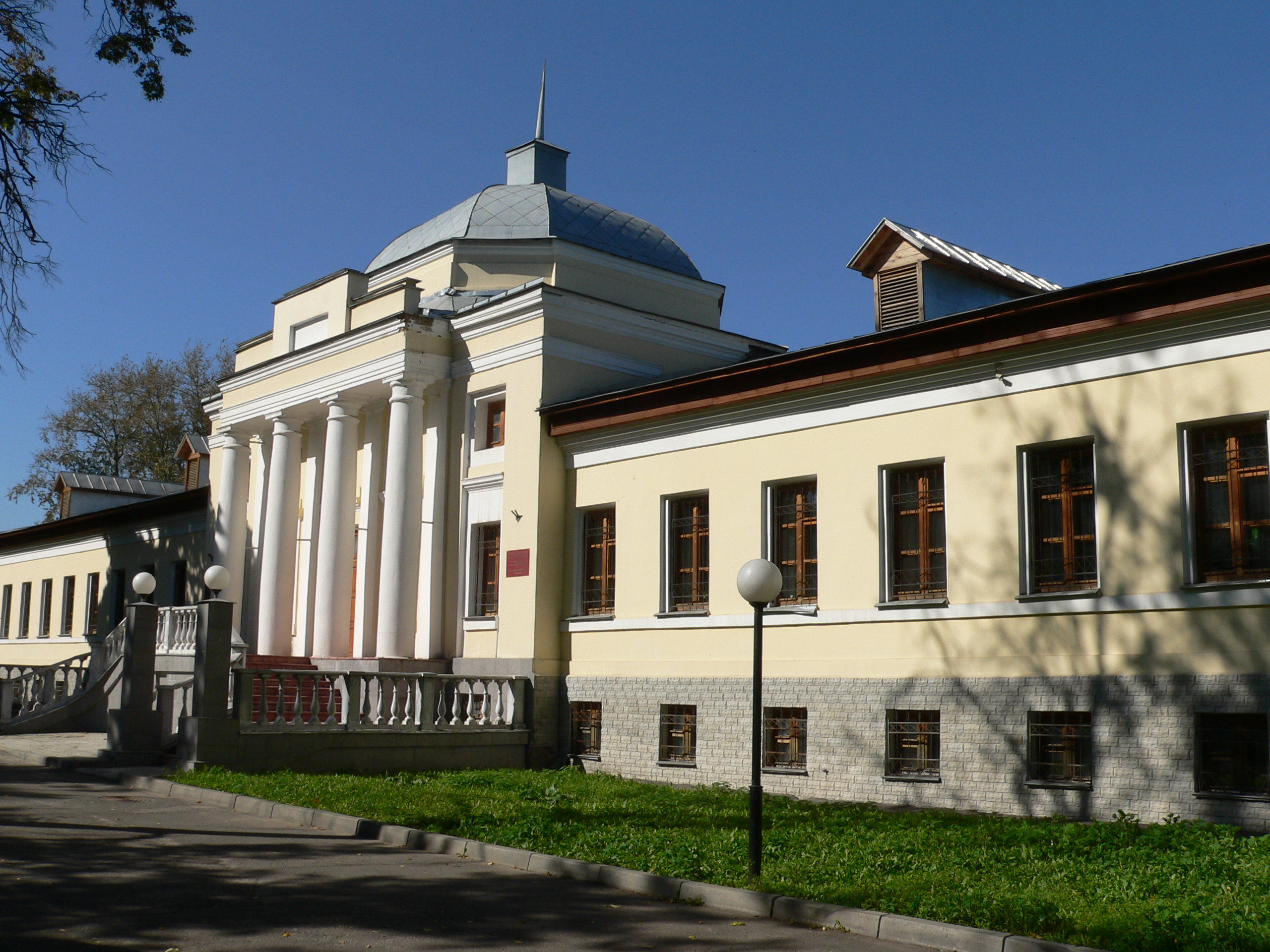
Spital in Wladimir
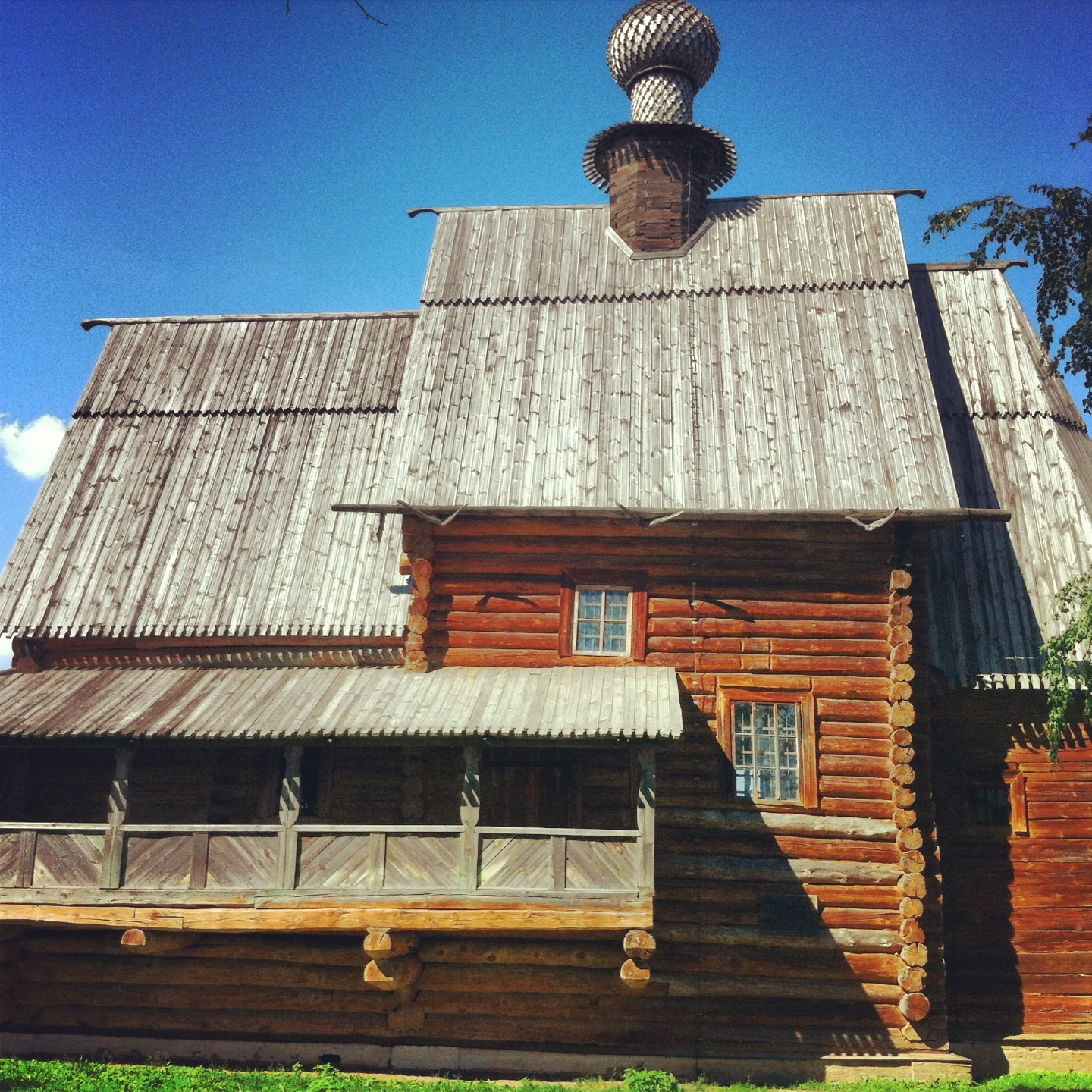
Teilansicht des Kremls in Sela Glotowo